# 181P/Shoemaker-Levy
181P/Shoemaker-Levy lub 181P/Shoemaker-Levy 6 – kometa krótkookresowa, należąca do rodziny komet Jowisza i obiektów typu NEO.

## Odkrycie
Kometa została odkryta 13 października 1991 roku w Obserwatorium Palomar w Kalifornii. Jej odkrywcami jest trójka astronomów Carolyn Shoemaker, Eugene Shoemaker oraz David Levy.

## Orbita komety i właściwości fizyczne
Orbita komety 181P/Shoemaker-Levy ma kształt elipsy o mimośrodzie 0,7. Jej peryhelium znajduje się w odległości 1,12 j.a., aphelium zaś 6,55 j.a. od Słońca. Jej okres obiegu wokół Słońca wynosi 7,52 roku, nachylenie orbity do ekliptyki to wartość 16,98˚.
Wielkość jądra komety nie przekracza kilku kilometrów.